# Topologisk semigrupp
Inom matematiken är en topologisk semigrupp en semigrupp som samtidigt är ett topologiskt rum, och vars semigrupp-funktion är kontinuerlig.
En topologisk grupp är en topologisk semigrupp.